# Pink-ton

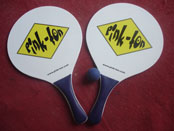
Zestaw do pink-tona: rakietki i piłeczka

Pink-ton – gra polegająca na odbijaniu specjalnymi rakietkami piłeczki tak, aby nie upadła ona na ziemię. W pink-tona gra się głównie na świeżym powietrzu - najczęściej na plaży, w parku, na działce, w ogródku. Dzięki odpowiednio skonstruowanej piłeczce można grać w pink-tona również w warunkach wietrznych.
Wyróżnia się dwa rodzaje gry w pink-tona:
- Pink-ton rekreacyjny - gra jedna para; dwie osoby odbijają piłeczkę tak, aby nie upadła ona na ziemię. Celem gry jest uzyskanie jak największej liczby odbić. Jedna osoba nie może odbić piłeczki więcej niż jeden raz z rzędu.
- Pink-ton konfrontacyjny - przeciwko sobie występują dwie pary. Osoby z pary A stają naprzeciwko siebie w pewnej odległości i odbijają piłeczkę tylko między sobą. Osoby z pary B stają naprzeciwko siebie w takiej samej odległości i także odbijają piłeczkę tylko między sobą. Pary A i B zaczynają grę w tym samym momencie. Jedna z par wygrywa seta wówczas, gdy drugiej parze upadnie piłeczka na ziemię (lub zostanie odbita 2 razy z rzędu przez tę samą osobę). Jeżeli jednak obydwu parom idzie na tyle dobrze, że żadnej z nich piłeczka nie upada na ziemię, to wówczas set kończy się po 3  minutach, a zwycięzcą seta zostaje ta para, która w tym czasie odbiła piłeczkę więcej razy. Mecz między parami kończy się wtedy, gdy któraś para wygra 3 sety. Zostaje ona wtedy zwycięzcą meczu.